# منطقه آزاد جبل علی
منطقه آزاد جبل علی (انگلیسی: Jebel Ali Free Zone) در بندر جبل علی و در سی‌وپنج کیلومتری جنوب غربی دبی واقع‌شده‌است.
در سال دو هزار و چهار تعداد شرکت‌های فعال در مناطق آزاد تجاری جبل علی به سه هزار شرکت رسید. بندر جبل علی به‌عنوان یکی از شناخته‌شده‌ترین بنادر ترانزیتی جهان به‌کار خود ادامه می‌دهد.

## تأثیر مسائل سیاسی و تحریم ایران و موفقیت جبل علی
این بندر طی شش سال منتهی به سال ۱۳۹۲ هجری شمسی بیشترین میزان توسعه را تجربه کرد. به گفته برخی تجار یکی از اصلی‌ترین دلایل موفقیت این بندر، افزایش دامنه تحریم‌های ایران بوده‌است. توسعه این بندر و بحران‌های پیش روی بنادر ایرانی فرصتی تاریخی را مقابل شیخ‌نشین‌های خلیج‌فارس قرارداد و آن‌ها از فرصت تحریم‌های علیه ایران استفاده نمودند.
درصورتی‌که توسعه فاز ۲ بندر شهید رجایی ایران با بحران مواجه نمی‌شد، احتمالاً بندر جبل علی رقیبی جدی در ایران پیدا می‌کرد. بااین‌حال به نظر می‌رسد که دولت یازدهم ایران قصد کرده باشد تا به وضعیت بندر شهید رجایی سروسامانی دهد. بااین‌حال بندر شهید رجایی هنوز امکان رقابت جدی با بندر جبل علی را پیدا نکرده‌است. در دولت قبلی ایران علی‌اکبر محرابیان دستیار ویژه رئیس‌جمهور وقت سفری فوری به بندر شهید رجایی انجام داد و حتی وعده پرداخت بودجه‌ای برای توسعه این بندر را ارائه کرد ولی با تغییر دولت رسماً پرونده این بودجه نیز بسته شد.
بندر جبل علی در امارات رقیب بندر شهید رجایی بندر جاسک و بندر چابهار ایران است، اگر کشور ایران زودتر به توسعه بنادر رسیدگی می‌کرد بندر جاسک و چابهار توانایی رقابت با بندر جبل علی را می‌داشتند، علت این امر آن ست که برای تجار ازلحاظ زمان و مسافت بنادر ایران بیشتر منفعت دارد.

### بازدید مدیر شرکت ریاست منطقه آزاد جبل علی از جزایر ایران و مذاکرات لوزان
در خبری در تاریخ تیر ۱۳۹۴ به گزارش خبرنگار مهر اعلام شد، سلطان احمد بن سلیم که گفته‌شد او هم مانند سایر سرمایه‌گذاران خارجی تا به آن روز منتظر سرنوشت مذاکرات لوزان بوده، به جزایر ایران سفر کرد، این سفر با همکاری اکبر ترکان صورت پذیرفت و سلطان بن سلیم رئیس منطقه آزاد جبل علی امارات از ظرفیت‌های منطقه آزاد قشم و چابهار بازدید کرده و با ظرفیت‌های زیرساختی این مناطق آشنا شد.

## جذب گردشگر
جذب گردشگر در مناطق آزاد به عواملی از قبیل کیفیت، امنیت، تبلیغات و بازاریابی، استفاده از شیوه‌های مدرن، ایجاد امکانات رفاهی پزشکی، ایجاد شکل‌های مختلف گردشگری مطابق باسلیقه گردشگران وابسته است، که این عوامل در منطقه آزاد جبل علی به خوبی وجود داشته و نقش مهمی در جذب گردشگران از نقاط مختلف جهان داشته‌است.